# Agustín Loser

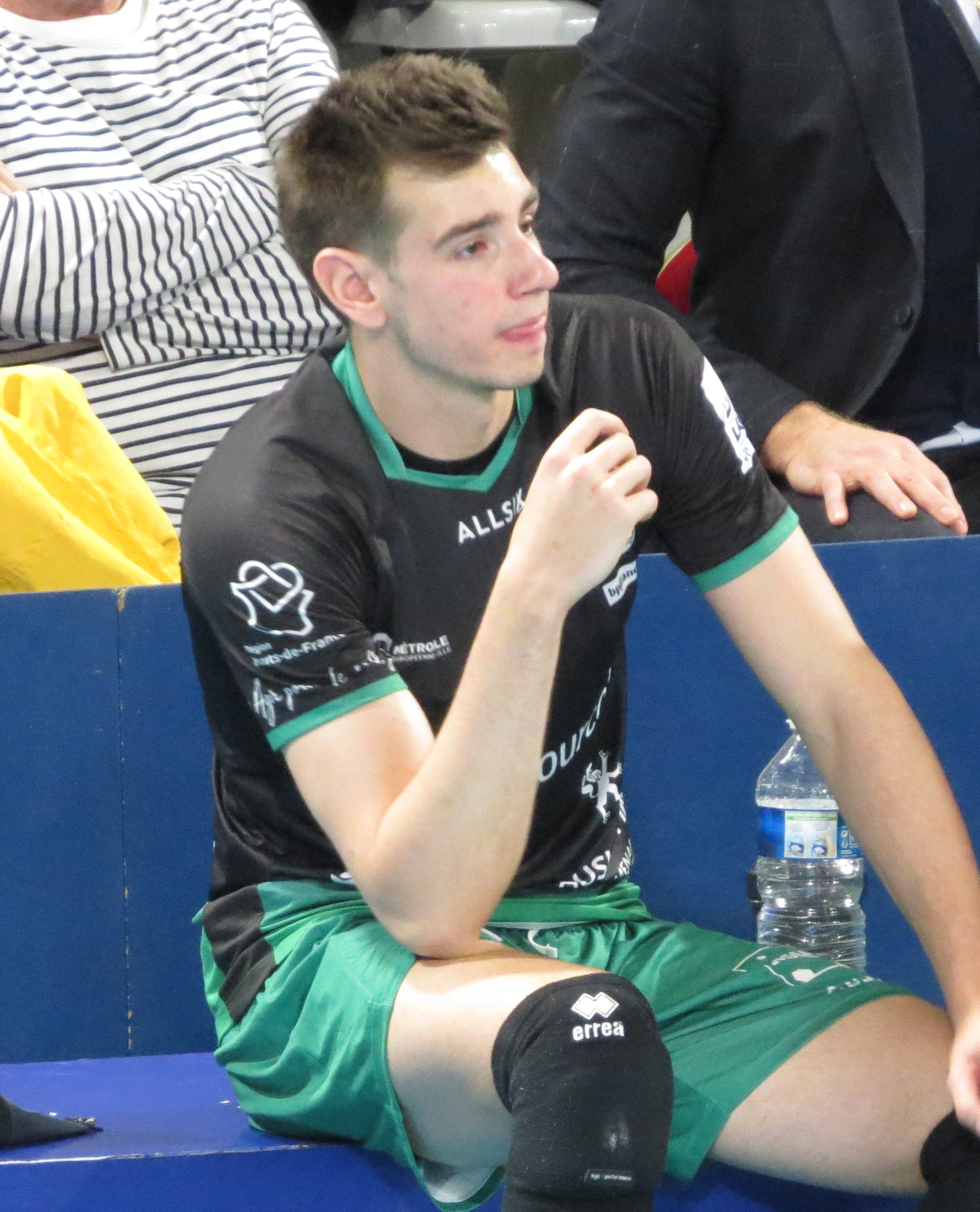
Agustín Loser zawodnikiem Tourcoing LM w sezonie 2020/2021

Agustín Loser (ur. 12 października 1997 w General Alvear) – argentyński siatkarz, reprezentant Argentyny, grający na pozycji środkowego.

## Sukcesy klubowe
Puchar ACLAV:
- 2017[3]

Liga argentyńska:
- 2019

Liga włoska:
- 2024[4], 2025[5]

Superpuchar Włoch:
- 2024[6]

Liga Mistrzów:
- 2025[7]

## Sukcesy reprezentacyjne
Mistrzostwa Ameryki Południowej Kadetów:
- 2014

Mistrzostwa Ameryki Południowej Juniorów:
- 2016[8]
- 2015

Mistrzostwa Świata Kadetów:
- 2015

Mistrzostwa Ameryki Południowej U-23:
- 2016

Mistrzostwa Świata U-23:
- 2017

Mistrzostwa Ameryki Południowej:
- 2023[9]
- 2019, 2021

Igrzyska Olimpijskie:
- 2020

## Nagrody indywidualne
- 2016: Najlepszy środkowy Mistrzostw Ameryki Południowej Juniorów
- 2018: Najlepszy środkowy ligi argentyńskiej w sezonie 2017/2018
- 2021: Najlepszy środkowy Mistrzostw Ameryki Południowej